# Longimonas halophila
Longimonas halophila es una  especie de bacteria gramnegativa del género Longimonas. Descrita en el año 2015, se trata de la especie tipo. Su etimología hace referencia a la sal. Es anaerobia facultativa. Catalasa positiva y oxidasa negativa. Tiene un tamaño de 0,4-0,6 μm de ancho por 5,0-9,0 μm de largo. Forma colonias circulares, rojas, opacas y ligeramente pegajosas. Temperatura de crecimiento entre 20-50 °C, óptima de 37-42 °C. Resistente a tobramicina, trimetoprim, kanamicina, penicilina G y cefotaxima. Sensible a tetraciclina, ácido nalidíxico, polimixina B, vancomicina, cefamandol y estreptomicina. Tiene un genoma de 3,7 Mpb y un contenido de G+C de 61,5%. Se ha aislado de salinas en la provincia de Shandong, China.